# Brajci
Naziv Brajci je uz nazive Pauri i Kostenjari (Kostanjari) naziv za dio stanovništva u sjeverozapadnom dijelu Karlovačke županije u Republici Hrvatskoj tj. u Karlovačkom Pokuplju. Naziv Brajci se može gledati usporedno s ostalim sličnim regionalnim i mjesnim nazivima za stanovništvo diljem Hrvatske koji vuku određeno podrijetlo iz povijesti poput Bez(j)aki, Šokci, Boduli itd.

## Zemljopisni smještaj
Tri susjedna grada čija područja zajedno s pripadajućim općinama sačinjavaju i omeđuju prostor čiji žitelji se označavaju jednim od ova tri naziva su Karlovac, Duga Resa i Ozalj. To je kraj Gornjeg Pokuplja ili Međurječja koji spada u prostor hrvatske mikroregije Pokuplja između rijeka gornje Kupe, donje Dobre i Mrežnice. To je ujedno jugozapadni rub Panonske nizine koji graniči s Gorskim kotarom na jugu, Slovenijom na zapadu i Kordunom na istoku. 
Taj prostor se nalazi na samom početku preddinarskog krškog krajolika te ga obilježavaju prekrasne, još uvijek očuvane prirodne ljepote kao što su bistre rijeke Dobra, Mrežnica, Kupa i Korana s prekrasnim kanjonima, brojni potoci, izvori, slapovi, nepregledne šume, krške jame, zeleni brežuljci s kojih puca pogled sve do Slovenije, planine Klek u Ogulinu ili Petrove gore. 
Također je važno spomenuti i brojne povijesne i kulturne znamenitosti poput dvoraca Novigrad na Dobri, Ribnik, Ozalj, Dubovac, Barilović i Bosiljevo, kamenog mosta u Novigradu na Dobri, brojnih crkvi, kapelica, plemićkih kurija i ostataka brojnih nekadašnjih utvrda i zamaka. 

## Brajski kraj (Brajsko)
Naziv Brajci (za žene se kaže Brajice) se danas pretežito odnosi na stanovnike tzv. Brajskog kraja ili kraće Brajskog, duž obale rijeke Dobre te uokolo mjesta Netretić iako nije posve točno određeno koja mjesta taj naziv obuhvaća. Također se naziv Brajci najčešće poistovjećuje s prostorom rimokatoličke župe Završje Netretićko (Župa Uzvišenja sv. Križa). Neki Brajcima smatraju samo one na lijevoj obali Dobre, neki sve u dolini Dobre, a neki sve između rijeka Dobre i Kupe s Netretićem kao središnjim brajskim mjestom. Brajcima se tako smatraju žitelji Netretića, Brajak Brda, Vinskog Vrha, Završja Netretićkog, Tomašnice, Grduna i okolnih mjesta. Taj kraj se često naziva Brajski kraj. 
Zanimljivo je da se često mještani pojedinih sela, čak i susjednih, ne slažu uvijek u tome gdje prestaje, a gdje počinje "Brajski kraj", pa će tako mještani Zadobarja uvijek tvrditi da oni nikako nisu Brajci te da su Brajci samo na lijevoj obali Dobre dok će netko i Zadobarce smatrati Brajcima. 
Određeni povjesničari Brajcima smatraju svo hrvatsko stanovništvo od Bele Krajine u Sloveniji pa sve do Karlovca. U širem smislu naziv obuhvaća većinu okolnog, pretežito brdskog karlovačkog stanovništva. Podrijetlo tog pojma je također nejasno. Po objašnjenju mjesnog stanovništva taj naziv dolazi od starinskog naziva Dobrajsko za područje uz Dobru pa bi stanovnici bili (Do)Brajci. Pojam Brajac se također još izvodi iz imenice "brajda" odnosno pridjeva "brajdski", dovodi se u vezu s obližnjim nazivom mjesta Brajak Brdo i prezimenima Brajak i Brajković.
Najvjerojatnija teorija o podrijetlu naziva Brajci spominje moćni ilirski narod Breuca koji je nekada živio na prostorima današnje središnje Hrvatske, a spomen na njih se sačuvao na karlovačkom području upravo u nazivu Brajci. Ilirski narod Breuca je u povijesti ostao zapamćen zbog sudjelovanja u protu-rimskom Batonskom ratu od 6. – 9. godine. To je povijesno najutemeljenija teorija o podrijetlu tog naziva koja bi vjerojatno objasnila i njegovu široku raspostranjenost diljem Karlovačke županije. 
Radoslav Lopašić, istaknuti karlovački povjesničar iz 19. stoljeća koji je iznio tezu o ilirskom podrijetlu naziva Brajci, u svome djelu Oko Kupe i Korane ističe da je središte tzv. Brajskog kraja u njegovo vrijeme susjedni stari grad Ribnik.
Ilirski narod Breuca je također živio na prostoru današnje slavonske i bosanske Posavine te je zanimljivo da se žitelji tih prostora i danas također smatraju Brajcima.
Za stanovnike nekih karlovačkih brajskih naselja se nekada govorilo i da su "Živičari" jer žive u "živici" tj. šumi. Taj naziv, ponekad upotrijebljen i u pogrdnom smislu, je u širem smislu označavao fizički i psihički čvrste, neslomljive, "žilave" ljude ovog kraja i njihov naporan seljački i težački život. 
Budući da je pojam "Brajci" vrlo diskutabilan i rasprostranjen, neki taj naziv vežu i za kraj između rijeka Mrežnice i Korane (mjesta Barilović, Bukovlje itd.) te ga navode u svezi s vojskom Vojne granice (krajine) koja je nekada bila smještena na tom području nasuprot nazivu Pauri (seljaci) za civilne stanovnike. Stanovnici tog kraja se također smatraju Brajcima. Postoje još neka mjesta i krajevi, najčešće brdski za koja se veže naziv Brajci.

## Brajski govor
Kao jedna od najvažnijih posebnosti kulturne i narodne baštine tog kraja može se navesti i specifični govor. Taj govor je karakterističan za cijelu karlovačko-dugoreško-ozaljsku regiju s određenim varijacijama od kraja do kraja. To je izvorno čakavski ikavski govor u koji su s vremenom ušle mnoge kajkavske, a zatim i štokavske riječi pa se tako izgubila upitna zamjenica ča u korist riječi kaj, ali su očuvani i mnogi čakavski elementi (npr. zamjenice zač=zašto, vač=u što, poč=po što, nač=na što, ki=tko, va=u itd.) te se alternacija staroslavenskog glasa jat najčešće ostvaruje kao i tj. na čakavskoj ikavici (npr. riječi lipo, dite, lik, tribati, cviće, mliko, sikira, sime, vrime, kripost, nimati, vriditi, mišati, miriti, rizati, ispovid, grih, grišiti i mnoge druge). 
Također su očuvani mnogi arhaični oblici i riječi (npr. družina=obitelj, braća=članovi obitelji, stara mati=baka, gospodinjstvo=domaćinstvo, gospodinja=domaćica, tanjir=tanjur, točka=jučer, sinoć, kadi=gdje, peteh=pijetao, kršćenik=krćanin, osoba, nu=poštapalica koja se može označiti kao : samo daj, izvoli, i mnogi drugi). Samoglasnik o se često zamjenjuje samoglasnikom u npr. riječi uno=ono, una=ona, unaj=onaj, smu=smo i dr.
Taj se izmiješani, hibridni govor stručno naziva govor ozaljskog književnog kruga, "čakavsko-kajkavski govor", ili tzv. brajski govor. 
Kajkavske su osobine izrazitije na istočnom rubu tog područja (Ozalj, Pribić, Bregana, Kobilić), a čakavske u zapadnijim krajevima (Duga Resa, Barilović, Ogulin). Tzv. brajski govor ima dodirnih točaka i sa susjednim slovenskim govorima. Također su od štokavskih govora susjednog Korduna ovi čakavsko-kajkavski govori poprimili i poneku štokavsku osobinu (npr. divan, divaniti=govor, govoriti i dr...).
U razgovornom žargonu je prisutan velik broj germanizama (fajercek=upaljač, cajt=vrijeme, luteran (hoturan)=nevjeran i loš čovjek) itd.
Govorom ozaljskog književnog kruga su pisali slavni hrvatski plemići Zrinski i Frankopani, književnici i jezikoslovci okupljeni u ozaljskom književnom krugu poput slavnog autora Gazophylaciuma, svećenika pavlina Ivana Belostenca.Tom je jezičnom tipu npr. pripadao Raj duše Nikole Dešića iz 1560, a to je bio molitvenik Ane Katarine Zrinske, supruge Nikole Zrinskoga Sigetskoga. Tim su govorom,odnosno četvrtim hrvatskim narječjem u potpunosti ili djelomično pisali također Ferenc Črnko, Franjo Glavinić, Juraj Ratkaj Velikotaborski, Matija Magdalenić, Pavao Ritter Vitezović i drugi.Cijelo to područje je nekada bilo većinom u posjedu moćnih hrvatskih plemićkih obitelji Zrinskih i Frankopana koje su ostavile svoj trag u kulturnoj i povijesnoj baštini kraja.

## Povijest
Hrvati su te prostore naselili već u 7. stoljeću te se za vrijeme hrvatskih narodnih vladara i kasnije organiziraju u župe ili županije. Ovaj dio srednjovjekovne Hrvatske je obuhvaćala gorička županija koja se prostirala južno od rijeke Kupe. U opsegu stare goričke županije živjelo je već u najstarije vrijeme više slobodnih plemenskih općina, ili kako su se one same nazivale: bratstva plemenitih ljudi.
Karlovački povjesničar iz 19. stoljeća Radoslav Lopašić u svom djelu Oko Kupe i Korane donosi pregled hrvatskih slobodnih plemenskih općina na području goričke županije.  Za kraj oko rijeke Dobre kaže kako tamo već u srednjem vijeku nalazimo slobodnu općinu zadobarsku, oštrovršku, stativsku, završku i tomašničku te kaže da su već u 16. stoljeću ove općine spadale pod grad Ozalj. Ozljem i okolicom kao i velikim dijelom Hrvatske tada vladaju ugledne hrvatske plemićke obitelji knezova Zrinskih i Frankopana. Na čelu općinama je stajao sudac, kod nekih nazivan rihtarom, dok je u Zadoborju kao i u Draganiću nazivan starim hrvatskim imenom župan. Ove su slobodne plemenske općine imale svoje običaje i uredbe, bile su vrlo samostalne i neovisne, radnje koje su imale obavljati bile su namijenjene općem dobru, a poglavito obrani od neprijatelja. No to se s vremenom sve više mijenjalo.
Sve ove plemenske općine u području grada Ozlja su tijekom 16. stoljeća izgubile svoju slobodu i nezavisnost, a slobodni žitelji su većinom postali kmetovi. Tome je posebno pogodovalo što su Zrinski i Frankopani počeli dijeliti dijelove ogromnog ozaljskog vlastelinstva svojim miljenicima i odanim vazalima. Tako već početkom 15. stoljeća na plemićkom dobru Tomašnica (naziv Tomašnica se i danas u užem smislu odnosi najviše na stari plemićki dvor i okolna polja uz Dobru koja su sačinjavala nekadašnje plemićko imanje) nalazimo ozaljskog vazala Stjepana Tatara Mlačkog (Mlaka na Mrežnici), a kasnije Fabijana Šafara od Doljana u Gackoj, koji je po svemu sudeći također bio pripadnik porodice Tatarića. Vjerojatno su ovi mrežnički Tatari potomci Tatara (Mongola), koji su za kralja Bele IV. provalili u Hrvatsku i tu trajno ostali. 
U uvodnici kaptola zagrebačkog iz 1441. godine se spominje da Fabijana Šafara od Doljana u Gackoj, kaštelana grada Ozlja u dvor Tomašnicu na Dobri uvedoše plemići Ivan Grdunski (de Gardo), Franjo Dobranski (de Dobrijan), Luka Ivanković Stativski (Ztathauich), Matija Fabijanov od Zadoborja (Zadobran) i Juraj Miklić, župan u Zadoborju dok je svjedok bio vlastelin Juraj sin Mateja od Zvečaja. Godine 1453. uvedoše po nalogu bana Fridrika Celjskoga, Petar, Andrija i Gjurko Barilovići od Gorice, kao povjerenici banovi, sinove Fabijana Doljanskoga, kaštelana ozaljskoga i plemića gackoga, Jurja, Ivana, Bartola i Šimuna u dobro Tomašnicu na Dobri dok su svjedoci bili plemići Ivan Grdanec od Tomašnice, Martin Pertatić od Stativa, pa Martin Dionižev i Urban sin Blagoje od Stativa, Grdoc od Zavrha (Sv. Križa – Završja) i napokon Martin od Pišćetaka. 
Župa Sv. Križa - Završje je poznata po tome što se u njoj dugo održalo glagoljaštvo i glagoljsko hrvatsko pismo, a vizita župe 1686. godine kaže da u župi nema latinskog misala, već samo glagoljski. O očuvanosti glagoljske tradicije u tom kraju govore i nedavno otkrivene bogate freske i glagoljski natpisi u kapeli Sv. Antuna Pustinjaka u Zadobarju čiji je najstariji dio sagrađen još u srednjem vijeku. Bogate glagoljske freske su također pronađene u susjednoj crkvi BD Marije u Novigradu na Dobri. Na glagoljici su bili pisani i spisi i pečati plemenskih općina i sučija.

## Iseljavanje
Cijeli taj kraj je počevši od turskih provala pa u novije vrijeme od iseljavanja krajem 19. stoljeća, zatim prvom polovicom 20. stoljeća, a posebice u desetljećima nakon Drugog svjetskog rata opustošen iseljavanjem tzv. bijelom kugom.
Tako postoje brojne zajednice Hrvata iz tih krajeva prvenstveno u Kanadi, Australiji i SAD-u, zatim u Njemačkoj, zemljama Južne Amerike, Europe i diljem svijeta i Hrvatske što ga svrstava u jedne od najraseljenijih i iseljavanjem najopustošenijih hrvatskih krajeva s brojnom iseljeničkom zajednicom u dijaspori. 
Velik je i broj gostujućih radnika (gastarbajtera) u Njemačkoj i Sloveniji iako je taj broj danas puno manji nego prije. Brojne zajednice hrvatskih iseljenika održavaju čvrste i žive veze s domovinom. 
Depopulacija, iseljavanje i katastrofalna demografska slika i danas predstavljaju jedan od najvećih problema ovog kraja.

## Vanjske poveznice
- Radoslav Lopašić - Oko Kupe i Korane, mjestopisne i povjestne crtice.
- Stranice Turističke zajednice Karlovačke županije.